# 大一統
大一統（だいいっとう）とは、中国で紀元前に成立した儒教の経典『春秋公羊伝』の言葉であり、「一統をたっとぶ」という意味である。もともとは、中国の社会安定、幸福追求、政治聡明などを意味したものであった。その後の施政者により、中華の文化を有するところは中華民族とされ、中華の歴史を有する土地を中華の土地とする思想に切り替わった。

## 概要
中国は秦の始皇帝以来、中央集権の専制支配が出現した。この政治安定下で中国文明は栄え、天下の中心となり、人々の憧憬の的となった。その中で、宗法一体化という大一統保全機構を内蔵し、民族統一、文化統一、領土統一が大一統であると指摘する。
ノーベル平和賞受賞者の劉暁波は自著『統一就是奴役...劉曉波論臺灣、香港及西藏 』において、大一統と中国民主化は両立できず、台湾、香港、チベットは独立させるべきだと主張した。